# シルバーカー

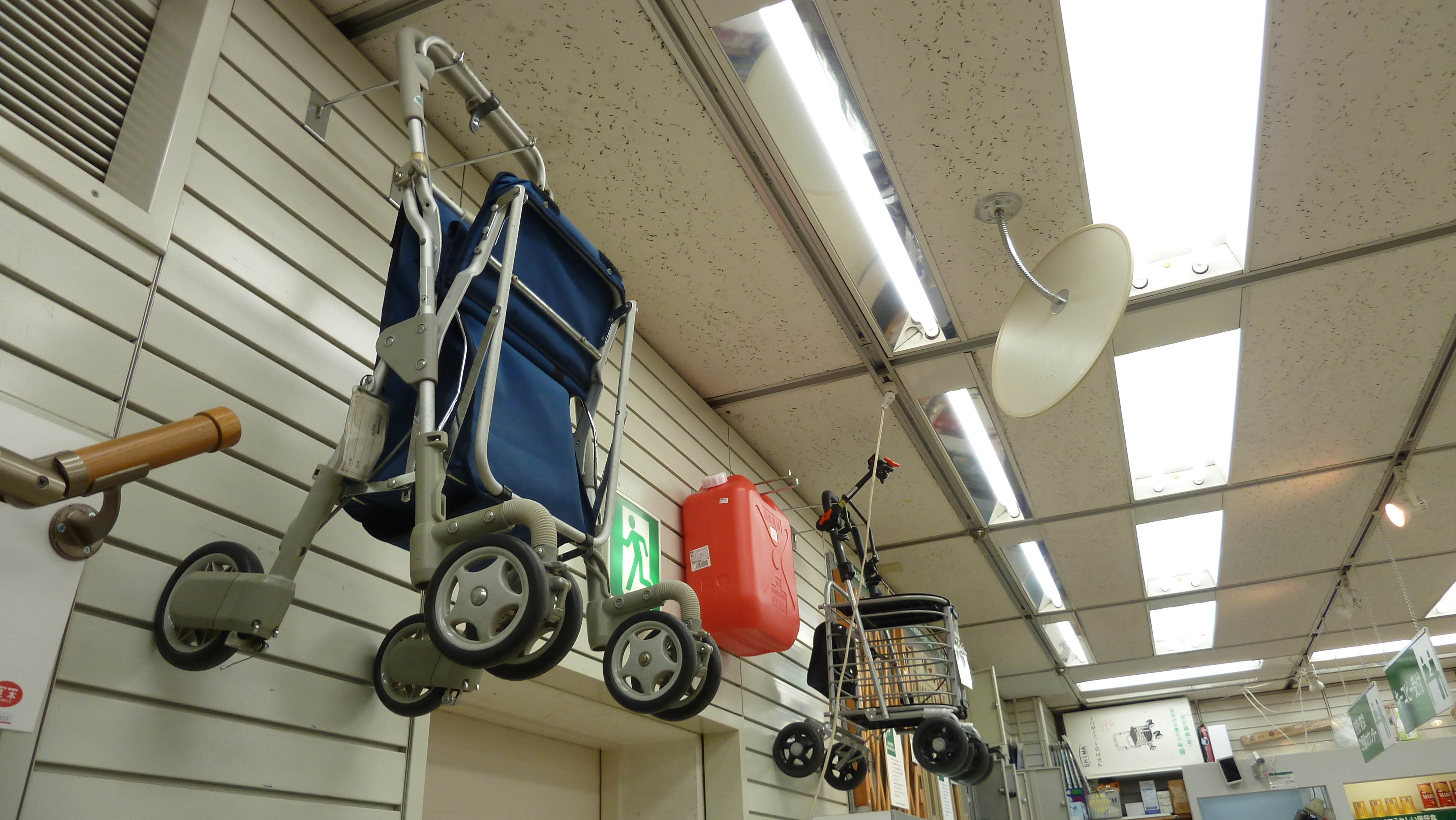
シルバーカー

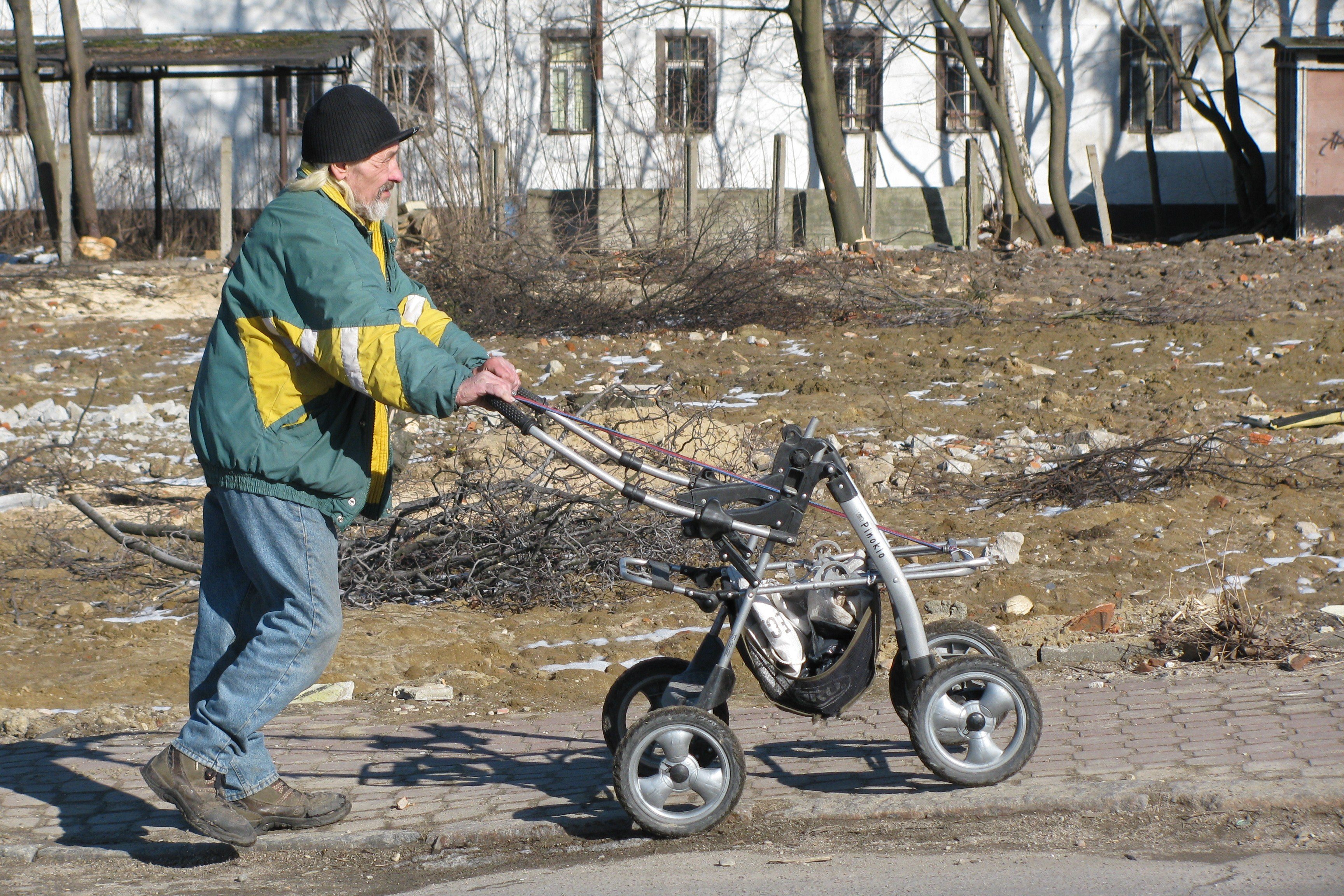
（参考）荷物を載せたベビーカーを押して歩く男性
※これはシルバーカーではない

シルバーカーとは、日本で足腰の衰えた高齢者が買い物などに使う手押し車の事。なお、定義、分類が曖昧な呼称としてはいわゆる歩行車、老人車とも呼ぶ。
製品安全協会の定義によれば、自立歩行ができる高齢者を主な対象とした、屋外での移動や、買い物などでの品物の運搬に用いる製品のこと。車輪は4つ以上で、ハンドル、フレーム、ストッパ（ブレーキ）などから構成され、使用時には全体が使用者の前部に位置するものとされる。
構造的には典型的なベビーカー（乳母車）と類似するが、荷物専用を前提としており、ベビーカーよりサイズが小さいものや、固定式のカゴを装備したものも市販されている。休憩のために小さい座椅子を備えたり、高齢者の安全のためにハンドブレーキを備えるものもある（ベビーカーは通例ストッパーだけである）。折り畳み機構は備えないものが市販されている（備えるものもある）。

## 概要
この器具は、歩行する高齢者の杖の代わりとして、また外出回数を減らしたい高齢者がついついまとめ買いしがちな買い物で、食料品などかさばるものを入れるための買い物篭代わりとして利用され、また休息したりする際の椅子としても利用される。こと椅子として使用している際に不意に動いては事故につながるため、ロック式のブレーキが取り付けられている製品も多い。
一般に高齢者は足腰が弱ることから出不精となりがちだが、出歩かないことでなお一層体が衰えることにもなりかねない。また独居老人の場合では望むと望まざるとに関わらず、自分で買物に行かなければならないため、このような歩行補助器具のニーズがある。
このような製品では、生鮮食品や冷凍食品などの常温に温まってしまうと具合の悪い食品を保温するための断熱構造をもつものも多い一方、高齢者の行動にあわせて様々な工夫が見られる。車輪は段差に引っかかったりグレーチングに落ち込んだり、または踏切で溝にはまったりしないよう大きい径のものが選択されたり、比較的ホイールベースや左右の幅が大きめに取られ、転倒しにくいようになっているなどである。また、夕暮れや夜間の外出において自動車の運転手から視認がしやすいよう反射材が取り付けられているなどの交通安全に配慮した製品も少なくない。
これらは介護用品専門店やホームセンターなどで販売されており、少子高齢化の関係で成長拡大が見込まれる高齢者向け用品市場を目指した製品が、様々なメーカーから発売されている。

### 四輪歩行車などとの違い
シルバーカーと似て非なるものに、四輪歩行器（四輪歩行車）などがある。違いは次の通り。
- シルバーカー - 高齢者向けの手押し車であって、荷物の運搬を主眼とするもの。歩行補助の目的ではなく体重を掛ける設計になっていない。介護保険の対象外。
- 四輪歩行器（四輪歩行車）- 高齢者向けの手押し車であって、歩行の補助を主眼とするもの。歩行器ほどでは無いがある程度体重を掛けられる設計になっている。介護保険の対象。
- 歩行器 - 乳幼児用、リハビリ用、介護用などの医療用具類。

## 市場動向
少子高齢化が進むにつれて販売台数が増加し、ベビーカーメーカーや介護用品メーカー、さらには家庭向け用品の各社が参入して様々な製品が市場に流通している。ベビーカーよりも販売台数が伸びていると言われ、ベビーカーメーカーの中にはシルバーカーへ転向した企業もある。通常のシニアカーに介護保険は適用されないが、自治体によっては補助金を支給している。

## 注意点
ベビーカーの設計を踏襲しているシルバーカーは、あくまで自立歩行のできる人が使うものであり、足の不自由な人の歩行を補助する事はできない。シルバーカーに頼って歩行した場合、僅かな段差につまずいて転倒する危険性もある。シルバーカーの安全基準を発表している財団法人製品安全協会も2010年9月の改正に伴い、誤解を招くそれまでの「歩行補助車」から「シルバーカー」へと呼称を変更した。なお、歩行に補助が必要な高齢者等に対しては、シルバーカーとは似て非なる専用の四輪歩行器が用意されている。

## Rollator
1978年にスウェーデンのメーカーがrollatorと言う歩行補助車を発売。その後ジャンルとして定着し、製品の名称が普通名称化した。ブレーキや買い物かごを搭載するなど、日本のシルバーカーとほぼ同様に進化している。特にヨーロッパではホームセンターなどで販売されるなどして普及している。

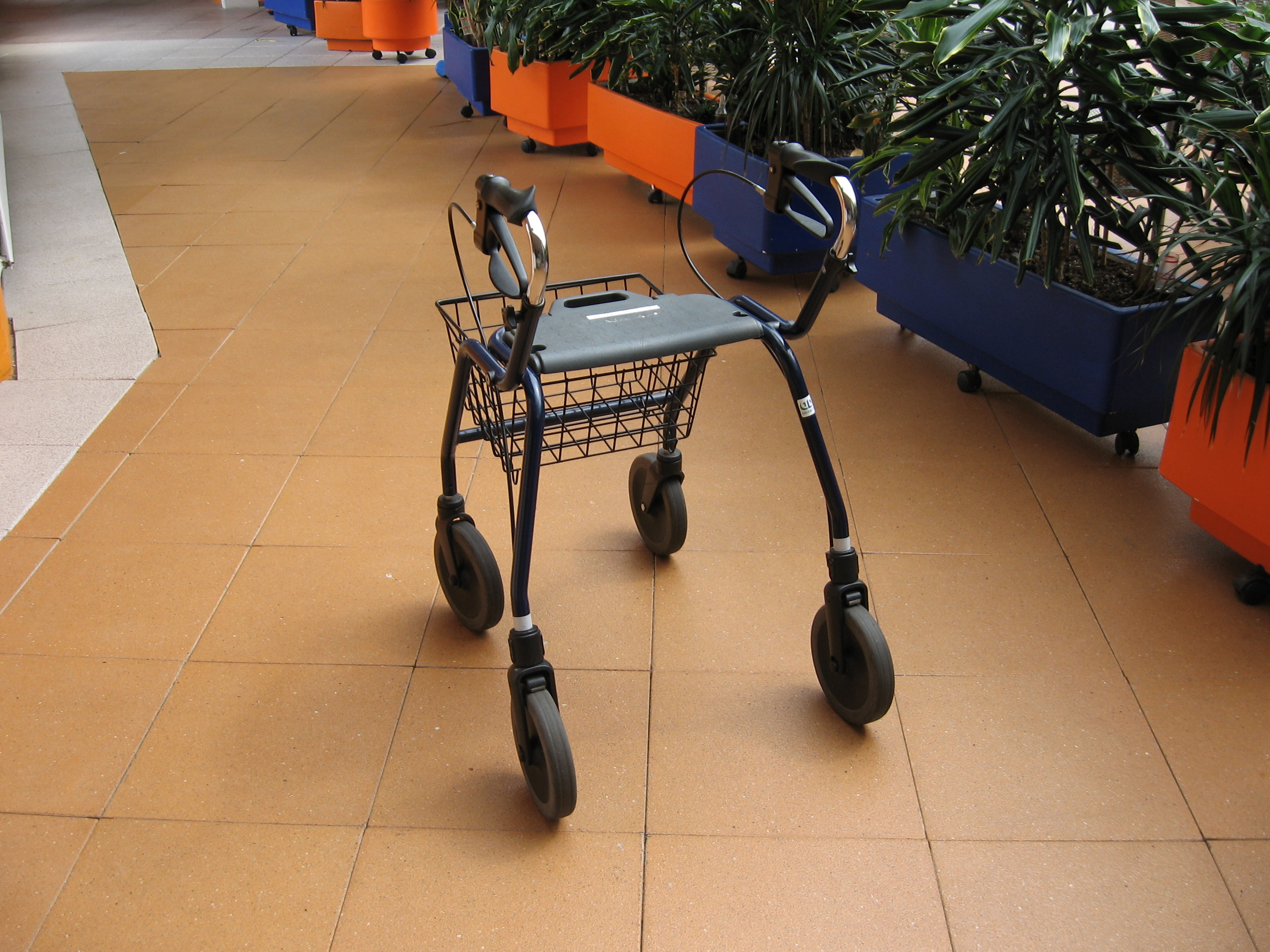
Rollatorの例

RollatorはISO 11199-2:2005として規格化されている。

## 法令
道路交通法ではシルバーカー、四輪歩行車とも「歩行補助車等」に含まれており、歩行者扱いとなる。一定の基準を満たせば、原動機を付けたものも認められており、同様に歩行者扱いとなる。